# Pinch
Pinch — одна з найбільш поширених троянських програм на теренах екс-СРСР, яку було написано програмістом Олександром Демченком в 2003 році.  Програма спочатку була задумана як нова троянська програма від Lamers Death Team. Саме тому її початковою назвою була LdPinch. Згодом LD Team розпалась, але розвиток троянської програми не зупинився. Програма розповсюджувалася з відкритими джерельними текстами, тому існували декілька допрацьованих версій від різних розробників. Друга версія програми замислювалася автором як комерційний продукт, але деякі обставини змусили Олександра відмовитися від продовження розробки і джерельні коди незакінченого проекту були передані  громадськості, що зумовило його вдосконалення, допрацювання та модифікації сторонніми розробниками.
Pinch складається з двох частин: клієнта і сервера. Серверна частина написана мовою асемблера (MASM) й після компіляції та пакування має невеликий розмір — близько 20 кб. Після потрапляння на комп'ютер, сервер, в найбільш розповсюдженій модифікації, збирає всі збережені паролі з наступних застосунків:
- FTP-клієнти (CoffeeCup Direct FTP, CuteFTP, FAR Manager, FileZilla, FlashFXP, FTP Commander, SmartFTP, Total Commander, WS_FTP);
- Інтернет-браузери (Internet Explorer, Mozilla Firefox, Opera);
- Програми обміну миттєвими повідомленнями (&RQ, Gaim, ICQ99b-2003a/Lite/ICQ2003Pro, Miranda ICQ, MSN Messenger, SIM, Trillian ICQ&AIM, QIP, Агент@Mail.ru);
- Дозвонювачі (E-Dialer, V-Dialer);
- Поштові клієнти (Becky, Eudora, Mozilla Thunderbird, Microsoft Outlook, The Bat!);
- Менеджери завантажень (USDownloader, RapGet)

## Відомі модифікації
В рунеті велику популярність має троян під назвою UFR Stealer(Usb File Rat Stealer), при написання якого був використаний кода Пінча. Його автором є vazonez. Також відомий Xinch, переписаний пінч з додаванням різних функцій.

## Виноски
1. ↑  Coban2k: Я не боюсь УК. 27 червня 2006. Архів оригіналу за 27 серпня 2010. Процитовано 3 серпня 2013. [Архівовано 27 серпня 2010 у Wayback Machine.]
2. ↑  За год ФСБ отразила почти полтора миллиона интернет-атак. Архів оригіналу за 16 березня 2013. Процитовано 3 серпня 2013.